# پشمیسواف بورکوفسکی
پشمیسواف بورکوفسکی (لهستانی: Przemysław Borkowski؛ ‏ تلفظ لهستانی: [pʂɛˈmɨswaf]؛ ‏ زادهٔ ۱۹۷۳) کمدین، شاعر، فیلم‌نامه‌نویس، ستون‌نویس و نویسنده داستان‌های جنایی و دلهره‌آور اهل لهستان است. وی از سال ۱۹۹۴ میلادی تاکنون مشغول فعالیت بوده‌است.
از فیلم‌ها یا مجموعه‌های تلویزیونی که وی در آن‌ها نقش داشته‌است، می‌توان به گوش آقای رئیس اشاره نمود.